# Biografický lexikón Slovenska
Biografický lexikón Slovenska je nové zpracování Slovenského biografického slovníku, které vychází od roku 2002. Do roku 2020 vyšlo 7 svazků (A až Q), plánováno je 10 svazků. Autorem je Národní biografický ústav Slovenské národní knihovny.
Oproti Slovenskému biografickému slovníku (6 svazků, vyšlo 1986-1994) jsou kromě aktualizací hesel zařazena nová hesla méně známých, zapomenutých resp. před rokem 1989 neuváděných osobností a těch osobností, které zemřely v letech 1985 - 2000 (kromě prvního svazku, který je uzavřen rokem 1995). Celý soubor má ISBN 80-89023-15-0, kromě toho mají i jednotlivé svazky samostatné ISBN.
Ze smlouvy o dílo mezi Slovenskou národní knihovnou a firmou BEMER vyplývá, že náklad V. svazku byl 2 000 kusů.